# Lee Seung-hyub
Lee Seung-hyub (hangul: 이승협; Daegu, 31 de octubre de 1992), es un rapero, cantante y actor surcoreano. Es miembro del grupo N.Flying.

## Carrera
Es miembro de la agencia "FNC Entertainment".
Desde el 2013 es el líder y rapero de la banda surcoreana "N.Flying" junto a Kwon Kwang-jin, Cha Hun, Kim Jae-hyun y Yoo Hwe-seung.
Durante el 2015 fue modelo de la marca de jeans "Buckaro" junto a Seolhyun.
Apareció en sesiones fotográficas para la revista "Nylon".
En abril del mismo año formó la sub-unidad "Jimin N J.Don" junto con la cantante Jimin.
En el 2016 apareció como invitado en el decimoctavo episodio de la serie Entertainers, donde interpretó a uno de los presentadores del programa "The Show".
En 2017 apareció como invitado en la serie Save Me, donde interpretó a uno de los estudiantes. El 30 de agosto del mismo año se unió a la serie All the Love in the World la cual describe la historia entre los pros y los contras de una relación a larga distancia entre una mujer y un hombre de Busan.
El 26 de febrero de 2021 se unió al elenco principal de la serie web Must You Go? (también conocida como "Are You Leaving") donde interpretó a Lee Won, un idol top, hasta el final de la serie el 19 de marzo del mismo año.

## Filmografía

### Series de televisión
| Año  | Título                         | Personaje             | Notas                   | Ref.                 |
| ---- | ------------------------------ | --------------------- | ----------------------- | -------------------- |
| 2016 | Entertainers                   | Presentador           | Ep. 18                  |                      |
| 2017 | Save Me                        | Estudiante            |                         |                      |
| 2017 | All the Love in the World S3   | Dr. Lee Seung-hyub    | 5 episodios             |                      |
| 2018 | Love Pub                       | Terry / Kang Bong-nam | 10 episodios            |                      |
| 2019 | Best Chicken                   | Park Joon-hyuk        |                         |                      |
| 2019 | All-Boys High                  | Song Bong             | 11 episodios            |                      |
| 2020 | Big Picture House              | Kwon Hyun-min         | Serie web, 12 episodios |                      |
| 2021 | Must You Go? (Are You Leaving) | Lee Won               | Serie web, 8 episodios  |                      |
| 2021 | Aun así                        | Joo Hyuk              |                         | [ 11 ]               |
| 2021 | Shooting Stars                 | Kang Si-deok          |                         | [ 12 ]               |
| 2024 | Lovely Runner                  | Baek In-hyuk          |                         | [ 13 ]               |
| 2024 | Amor en la puerta de al lado   | Bae Dong-jin          |                         | [ 14 ] [ 15 ] [ 16 ] |
| 2025 | Primavera de juventud          | Seo Tae-yang          | Serie web, 10 episodios | [ 17 ] [ 18 ]        |

### Programas de televisión
| Año     | Programa            | Función             | Notas                                    | Ref.   |
| ------- | ------------------- | ------------------- | ---------------------------------------- | ------ |
| -       | Yaman TV            |                     |                                          |        |
| 2013-14 | Cheongdam-dong 111  | Miembro del reparto | 8 episodios - junto a N.Flying           |        |
| 2019    | King of Mask Singer | Concursante         | Ep. 199 - concursó como "Red Bean Bread" | [ 19 ] |
| 2019    | Idol Room           | Invitado            | Ep. 42 - junto a N.Flying                |        |

### Programas de radio
| Año  | Programa                           | Cadena   | Notas                               |
| ---- | ---------------------------------- | -------- | ----------------------------------- |
| 2021 | Kim Shin Young's Noon Song of Hope | MBC FM4U | junto a Jang Dae-hyeon y Kim Yo-han |

### Videos musicales
| Año  | Artista | Canción      |
| ---- | ------- | ------------ |
| 2013 | JUNIEL  | "Pretty Boy" |

### Anuncios
| Año  | Título  | Notas            |
| ---- | ------- | ---------------- |
| 2015 | Buckaro | junto a Seolhyun |